# Fedorivka, Vradiivka
Fedorivka (în ucraineană Федорівка) este un sat în comuna Krasnopil din raionul Vradiivka, regiunea Mîkolaiiv, Ucraina.

## Demografie
Componența lingvistică a localității Fedorivka
     Ucraineană (96,17%)
     Română (2,93%)
     Alte limbi (0,68%)
Conform recensământului din 2001, majoritatea populației localității Fedorivka era vorbitoare de ucraineană (96,17%), existând în minoritate și vorbitori de română (2,93%).